# Liste der Mitglieder der Deutschen Akademie der Naturforscher Leopoldina/1777
Die Liste der Mitglieder der Deutschen Akademie der Naturforscher Leopoldina für 1777 enthält alle Personen, die im Jahr 1777 zum Mitglied ernannt wurden. Insgesamt gab es drei neu gewählte Mitglieder.

## Mitglieder
| Nr. | Name                        | Beiname         | Geboren | Aufnahme | Gestorben | Sektion   | Bild             | Datenbank                   |
| --- | --------------------------- | --------------- | ------- | -------- | --------- | --------- | ---------------- | --------------------------- |
| 817 | Christoph Albert Eichelberg | Thucydides      | 1713    | 17. Jul. | 1785      |           |                  | Christoph Albert Eichelberg |
| 818 | Belsazar Hacquet            | Pelops II.      | 1713    | 16. Aug. | 1785      | Chirurgie | Belsazar Hacquet | Balthasar Hacquet           |
| 819 | Heinrich Nudow              | Numisianus III. |         | 10. Okt. |           | Anatomie  |                  | Heinrich Nudow              |

## Hinweis zu den Lebensdaten
In der Liste sind zunächst die Lebensdaten gemäß Archiv der Leopoldina aufgenommen. Diese beziehen sich bei noch nicht erstellten Namensartikeln auf die Angaben gem. Neigebaur (1860), Ule (1889) und dem Abgleich mit Wikidata. Die Lebensdaten im später erstellten Namensartikel können daher noch von den Lebensdaten in der Liste abweichen.